# Kepler-419c
Kepler-419c es un planeta extrasolar que forma parte de un sistema solar formado por al menos dos planetas. Orbita la estrella denominada KOI-1474. Fue descubierto en el año 2014 por la sonda Kepler por medio de  tránsito astronómico